# Rhodothemis mauritsi
Rhodothemis mauritsi är en trollsländeart som beskrevs av Lúcia Garcez Lohmann 1984. Rhodothemis mauritsi ingår i släktet Rhodothemis och familjen segeltrollsländor. Inga underarter finns listade i Catalogue of Life.